# Адамс, Генри Картер
Генри Картер Адамс (англ. Henry Carter Adams; 31 декабря 1851, Давенпорт, Айова — 11 августа 1921, Анн Арбор) — американский экономист, представитель институционализма. Один из основателей и президент в 1896—1897 годах Американской экономической ассоциации. Сторонник широкого государственного регулирования экономики и сильных профсоюзов.

## Биография
Генри Адамс — сын миссионера, переселившегося из Новой Англии в Айову во время колонизации Среднего Запада США. Вероятно, что воспитание в религиозной протестантской среде сформировало его отношение к обществу и государству, впоследствии выразившееся в экономических трудах и общественной деятельности. Адамс некоторое время учился в духовной семинарии, но впоследствии перешёл на филологическое отделение Гринелл-колледжа (окончил в 1874), а затем — на отделение политической экономии Университета Джонса Хопкинса (окончил 1878, затем два года стажировался в Германии).
Преподавал в Университете Джонса Хопкинса (1880—1881), Корнеллском университете (1880—1887), профессор Университета Мичигана с 1887 года. В последние годы жизни — организатор нового отделения университета, современной школы бизнеса при Университете Мичигана.
Семья
Сын Генри Картера Адамса, также Генри Картер Адамс (младший) — инженер-судостроитель, основатель профильной кафедры Мичиганского университета.

## Научные достижения
Адамс — один из первых экономистов США, исследовавших взаимодействие частного сектора экономики и государства в годы становления монополистического капитализма (1880-е — 1890-е годы), прежде всего в области железных дорог. Он регулярно привлекался к работе государственным экспертом по ревизии железнодорожных тарифов, налоговым и трудовым спорам в железнодорожном строительстве, поэтому знал на практике природу противоречий труда и капитала и то, как они влияли на вовлечённых в конфликт людей.
Теория Адамса отвергала принципы свободы торговли английской экономической школы (Адам Смит) и их французских (Фредерик Бастиа) и австрийских последователей, утверждавших, что «государство — необходимое зло». Она в равной мере дистанцировалась и от германских теоретиков огосударствления экономики, и от социал-демократов. По мнению Адамса, следовало не протипопоставлять государство — обществу и (или) человеку, но рассматривать государство и общество как единый организм. Государство в этом организме служит регулятором общественной морали, ограничивая отрицательное (по мнению Адамса) влияние конкуренции на отношения между людьми. В частности, государство должно устанавливать минимальные стандарты оплаты труда и его условий, даже если это повышает себестоимость у нанимателя-капиталиста. Профсоюзы в этой схеме выглядели законным и желанным посредником между тремя сторонами — капиталистами, работниками и государством-регулятором.
Воззрения и публичные выступления Адамса во времена «баронов-разбойников» (см. Джей Гулд, Рокфеллер) привели его к общественной деятельности в федеральной комиссии по регулированию торговли между штатами — органом власти, впервые озаботившимся ограничением монополий. Адамса участвовал, как эксперт, в разработке первого антимонопольного закона США, Акта Шермана, но впоследствии его радикальная по американским меркам позиция длительное время не находила поддержки у законодателей, а сам Акт Шермана надолго лёг под сукно.